# Lymphohistiocytose hémophagocytaire secondaire
Cet article traite de la lymphohistiocytose hémophagocytaire secondaire  à ne pas confondre avec la lymphohistiocytose hémophagocytaire
La lymphohistiocytose hémophagocytaire secondaire  ou syndrome hémophagocytaire de l'adulte  est une  réponse inflammatoire systémique caractérisé par une fièvre, un gros foie, une grosse rate , une diminution des cellules sanguines avec apparition d'une défaillance du fonctionnement de tous les organes apparaissant au cours d'une hémopathie, d'une maladie auto-immune ou d'une infection sévère, avec un  taux de mortalité pouvant atteindre 40%.

## Clinique
Les organes les plus touchés sont le foie , la rate et les poumons mais peuvent atteindre tous les organes.  Les critères principaux de diagnostic sont la fièvre, la pancytopénie s'accompagnant d'un taux excessif de fer dans le sang.
C'est une pathologie encore mal connue dont la fréquence est sous estimée.
On distingue 3 types de lymphohistiocytose hémophagocytaire secondaire en fonction de la cause :
- La lymphohistiocytose hémophagocytaire secondaire à une maladie auto immune
- La lymphohistiocytose hémophagocytaire secondaire à une hémopathie qui a une incidence annuelle de 4 pour 1 000 000 en Suède[2].
- La lymphohistiocytose hémophagocytaire secondaire à une infection le plus souvent virale (infection à cytomégalovirus, infection à virus d'Epstein-Barr); La maladie à coronavirus 2019 est aussi une cause fréquente de ce syndrome[3]

### La lymphohistiocytose hémophagocytaire secondaire dans la maladie à coronavirus 2019
Dans 50 % des cas, un syndrome de détresse respiratoire aiguë est associé avec la lymphohistiocytose hémophagocytaire secondaire. Dans les marqueurs de la réponse inflammatoire excessive, on retrouve notamment l'élévation de l'interleukine-6. Le dosage de l'interleukine-6 et du fer sanguin sont des facteurs de pronostic important suggérant qu'une partie de la mortalité de cette maladie est en rapport avec une réponse inflammatoire excessive. Dans les infections sévères à coronavirus (SARS et MERS) , la corticothérapie n'était pas recommandée. L'anakinra, qui est un bloqueur de l'interleukine 1, a montré une efficacité dans la lymphohistiocytose hémophagocytaire secondaire à une infection  et  la tocilizumab est approuvée comme bloqueur de l'interleukine-6 dans la maladie à coronavirus 2019 avec élévation de l'interleukine-6. Les inhibiteurs de la janus kinase pourraient être aussi efficaces dans cette indication. Les autres traitements de ce syndrome peuvent être les corticoïdes et la sérothérapie.

## Diagnostic
Le diagnostic de ce syndrome repose sur un ensemble de critères appelé le HScore